# Magdalena Huber
Magdalena Huber (* 1. Juli 1989) ist eine deutsche Volleyballspielerin.

## Karriere
Magdalena Huber stieg 2009 mit der 1. Mannschaft des SV Lohhof in die 1. Bundesliga auf. Die Studentin wechselte jedoch Anfang der Saison 2009/2010 in die 2. Damenmannschaft des SVL. Nach mehreren Einsätzen in der Startformation der Damen II in der 2. Bundesliga durfte die Mittelblockerin noch einmal mit ihren ehemaligen Mannschaftskolleginnen in der 1. Mannschaft spielen, im Pokalspiel gegen das Allgäu-Team Sonthofen.